# Stella Cox
Stella Cox (Roma, 7 novembre 1990) è un'attrice pornografica italiana.

## Biografia e carriera pornografica
Stella Cox è nata a Roma il 7 novembre 1990,. In seguito si è trasferita in Inghilterra, Paese in cui ha iniziato la sua carriera di attrice e modella erotica nel 2013 a 23 anni. Ha studiato lingue; oltre all'italiano, parla inglese e francese e ha studiato lo svedese.
La sua prima scena, dal titolo Is Spunk on the Menu?, è stata pubblicata il 14 novembre 2013.
Parlando del suo esordio in un'intervista, ha raccontato di essere stata contattata da produttori inglesi del settore dopo che aveva pubblicato alcuni suoi video su Internet.
Ha lavorato sia in Europa che negli Stati Uniti per studi come Naughty America, Evil Angel, Digital Playground, New Sensations, Analized, Pure XXX, Private, Dark X, Marc Dorcel, Sweetheart Video, Wicked, Girlfriends Films, Brazzers e Reality Kings, girando oltre 400 scene.
Nel 2016 e nel 2017 è stata candidata agli AVN Awards nella categoria Female Foreign Performer of the Year.
Nel 2018 ha vinto il premio XBIZ come Foreign Female Performer of the Year. Nel 2018 ha interpretato, insieme all'attrice francese Luna Rival, un cortometraggio intitolato Cul d'Orsay, trasmesso nel programma di Canal+ Crac crac.

## Riconoscimenti
- XBIZ Awards
  - 2018 – Foreign Female Performer of the Year[12]

## Filmografia

### Film
- Private Gold 183: Deception, regia di Disanto (Private, 2014)
- Private Gold 185: Intimate Studio, regia di Disanto (Private, 2014)
- Teen Fetish Fantasies (DDF, 2014)
- The Art of Control, regia di Disanto (Daring Media, 2014)
- The Pleasure Business, regia di Disanto (Daring Media, 2014)
- True Intentions, regia di Anjali Kara (Erotikara, 2014)
- 40 Ans, Mes Vacances Sans Mon Mari, regia di Gazzman (Video Marc Dorcel, 2015)
- A Sensual Touch, regia di Disanto (Daring Media, 2015)
- Amazing Tits 5, regia di Karl Kinkaid (Mile High, 2015)
- Bankers (Union Films, 2015)
- Debauchery Mansion, regia di Gazzman (Video Marc Dorcel, 2015)
- Demon Lust, regia di Ralph Long (Spizoo, 2015)
- Erotica Fm, regia di Disanto (Digital Playground, 2015)
- Escort DVD 72 (Blue Active Media, 2015)
- Executive Affairs, regia di Disanto (Daring Media, 2015)
- Her First MILF 19, regia di Karl Kinkaid (Mike High, 2015)
- Housemates 2, regia di Justine Mii e Stevie McQueen (JoyBear Pictures, 2015)
- Love Triangle (DDF, 2015)
- Moms in Control (Brazzers, 2015)
- Prime Cups 11, regia di Raul Cristian (Perfect Gonzo DVD, 2015)
- Private Gold 189: Filthy Webcammers, regia di Disanto (Private, 2015)
- Private Gold 193: London Love Affairs, regia di Disanto (Private, 2015)
- Private Gold 195: First Dates, regia di Disanto (Private, 2015)
- Private Specials 104: Ryan Ryder: Stud on Tour, regia di Ryan Ryder (Private, 2015)
- Private Specials 110: Cheating Babes, regia di Gazzman e Xavi Rocka (Private, 2015)
- Private Specials 114: Cougars, regia di Gazzman (Private, 2015)
- Real Housewives 8 (British MILF Entertainment, 2015)
- Sherlock: a XXX Parody, regia di Dick Bush (Digital Playground, 2015)
- Stella Cox: Nymphomaniac, regia di Gazzman (Harmony Films, 2015)
- Stranded Teens 6 (Mofos, 2015)
- Tease, regia di Jessie Black (JoyBear Pictures, 2015)
- Thinking Of You, regia di DiSanto (Daring Media, 2015)
- 2 Cute 4 Porn 4, regia di Manuel Ferrara (Evil Angel, 2016)
- A French Affair, regia di DiSanto (Digital Playground, 2016)
- Anal Brats 3, regia di Francesca Lé e Mark Wood (Evil Angel, 2016)
- Anal Mania 1 (Perfect Gonzo DVD, 2016)
- Anal Visions, regia di Maestro Claudio e Mark Wood (Evil Angel, 2016)
- Ash Hollywood is Filthy, regia di Scarlett Revell (Harmony Films, 2016)
- Barefoot Confidential 92 (Kick Ass Pictures, 2016)
- Be Gentle With Me, regia di Disanto (Daring Media, 2016)
- Black Massive Cocks 1 (West Coast Production, 2016)
- Boho Beauties 1, regia di Kelly Madison e Ryan Madison (Kelly Madison Production, 2016)
- Busty Interracial 2, regia di Mason (Dark X, 2016)
- Craving Anal 2, regia di Mike Adriano (Evil Angel, 2016)
- Cum Swallowing Auditions 27, regia di Ray Dark (Jules Jordan Video, 2016)
- Detective, regia di Laly (Jacquie et Michel Élite, 2016)
- Erotic Encounters 2, regia di James Avalon (Erotica X, 2016)
- Exquisite Slits, regia di Gazzman (Harmony Films, 2016)
- Fantasy Cums True (Sinners, 2016)
- First Love, regia di Jacky St. James (Digital Playground, 2016)
- Fuck Me 3, regia di Gazzman (Harmony Films, 2016)
- Gangbang Her Little White Thang 19, regia di Billy Watson (Dogfart, 2016)
- Hardcore Sexting, regia di Bryan Gozzling (Evil Angel, 2016)
- Interracial Anal Glory Holes 1, regia di Billy Watson (Blaks on Blondes, 2016)
- Interracial Blow Bang 12, regia di Billy Watson (Dogfart, 2016)
- Interracial Massage (II), regia di Mike Quasar (3rd Degree, 2016)
- Just Do Her (DDF, 2016)
- Kayden Kross' Big Natural Tits Casting Couch, regia di Kayden Kross (Airerose Entertainment, 2016)
- Lesbian PsychoDramas 22 (Girlfriends Films, 2016)
- Let's Try Anal 20 (Mofos, 2016)
- London Bangers, regia di Barrett Blade (Wicked Pictures, 2016)
- Lust For Nookie (DDF, 2016)
- Ma cousine est une putain, regia di Liselle Bailey (Video Marc Dorcel, 2016)
- My Face 2, regia di MimeFreak (Girlfriends Films, 2016)
- My Stepdad Took My Virginity (Pure XXX Films, 2016)
- Parodies Awaken 2 (Digital Playground, 2016)
- Prime Cups 12 (Perfect Gonzo DVD, 2016)
- Prison Lesbians 4, regia di Dana Vespoli (Sweetheart Video, 2016)
- Private Gold 204: Mountain Crush, regia di Xavi Rocka (Private, 2016)
- Private Gold 205: Cuckold Lives, regia di Disanto (Private, 2016)
- Private Gold: Best Scenes of 2015 (Private, 2016) - Raccolta di scene già incluse in film precedenti.[13]
- Private Specials 122: Stella Cox: Intimate Fantasies, regia di Gazzman (Private, 2016)
- Puss And Boobs (ATKingdom, 2016)
- Put It in Her Ass 16 (Reality Kings, 2016)
- Road Thrills, regia di Dane Jones (Fake Taxi, 2016)
- Sexual Athletics, regia di Manuel Ferrara (Jules Jordan Video, 2016)
- Stacked 5, regia di Mason (Hard X, 2016)
- Stay With Me, regia di Disanto (Daring Media, 2016)
- T'es Raide Dingue, regia di Rick Angel (Fred Coppula Prod., 2016)
- The Girlfriend Experience, regia di DiSanto (Daring Media, 2016)
- Up That White Ass 6, regia di Derek Dozer (Elegant Angel, 2016)
- Wet For Women 4 (Girlfriends Films, 2016)
- Women Seeking Women 131 (Girlfriends Films, 2016)
- Women Seeking Women 132 (Girlfriends Films, 2016)
- Xposed, regia di Gazzman (Harmony Films, 2016)
- 1000 Words, regia di Andy Zane, Kelly Madison, Ryan Madison (Kelly Madison Production, 2017)
- 2 Chicks Same Time 25 (Naughty America, 2017)
- All Oiled Up, regia di Stills By Alan (Fantasy Massage, 2017)
- All You Can Eat (Digital Playground, 2017)
- Anal Destruction, regia di James Deen (Analized, 2017)
- Anal Mania 2 (Perfect Gonzo DVD, 2017)
- Ben Dover: The Old Fucker, regia di Ben Dover (Television X, 2017)
- Benefits Treat B1, regia di Laws (Pure XXX Films, 2017)
- Black Escort Agency: Femmes de Pouvoir, regia di Anissa Kate (Jacquie et Michel Élite, 2017)
- Black Love, regia di Sandra Shine (Viv Thomas, 2017)
- Black Meat White Feet 5, regia di Billy Watson (Hush Hush Entertainment, 2017)
- Brazzers Presents: The Parodies 8 (Brazzers, 2017)
- Break Me 2 (Porndoe Premium, 2017)
- Busty Interracial 3, regia di James Avalon (Dark X, 2017)
- Dark Side of Stella Cox, regia di Billy Watson (Blacks On Blondes, 2017)
- Dime Piece (Digital Playground, 2017)
- Doctor's Orders 3 (Explicit Empire, 2017)
- Dream Pairings: Chapter Two, regia di Stills By Alan (Girlsway, 2017)
- Filthy Fucks 2 (Digital Playground, 2017)
- Flash Brown Slays White Pussy, regia di Billy Watson (Blacks On Blondes, 2017)
- Footsie Babes: More Foot Fetish 4 (21 Sextury, 2017)
- For the Love of Lesbians (Digital Sin, 2017) - Raccolta di scene già incluse in film precedenti.[14]
- Girls Kissing Girls 21, regia di Dana Vespoli (Sweetheart Video, 2017)
- Girls' Getaway, regia di Kaat Bollen (Daring Media, 2017)
- Group Sex 2, regia di James Deen (James Deen Production, 2017)
- Hot Wife Blindfolded 3, regia di Paul Woodcrest (New Sensations, 2017)
- Housewife 1 On 1 46 (Naughty America, 2017)
- I Survived A Rodney Blast 17, regia di Rodney Moore (Rodnievision, 2017)
- I'm My Sister In-Law's Dirty Secret, regia di Laws (Pure XXX Films, 2017)
- Lesbian Sex 17 (Girlfriends Films, 2017)
- Love Blind (Nubile Films, 2017)
- Lovers Reunited, regia di Stills By Alan (Fantasy Massage, 2017)
- Mandingo Up Your Ass, regia di Billy Watson (Dogfart, 2017)
- Messy Girls: Pie Whores (Anatomik Media, 2017)
- My Brother's Girlfriend, regia di Jonathan Morgan (Wicked Pictures, 2017)
- My Wife's Big Tits (New Sensations, 2017) - Raccolta di scene già incluse in film precedenti.[15]
- Nerd Pervert 22, regia di Paul Taylor (Dusk Films, 2017)
- Nerd Pervert 24, regia di Paul Taylor (Dusk Films, 2017)
- Oral Therapy and Other Fantasies (Porndoe Premium, 2017)
- Pornstar Therapy 1 (Brazzers, 2017)
- Private Gold 207: Sex, Brits and Rock n' Roll, regia di Disanto (Private, 2017)
- Private Specials 165: Big Boobs, regia di Xavi Rocka (Private, 2017)
- Rocco's Abbondanza 6, regia di Rocco Siffredi (Rocco Siffredi, 2017)
- Sapphic Erotica 6 (Perfect Gonzo DVD, 2017)
- Scott's Fresh Faces (Television X, 2017)
- Seductive Vixens (UK Sinners, 2017)
- Sneaky Sex 2 (Reality Kings, 2017)
- Sticky Fingers, regia di Gazzman (Harmony Films, 2017)
- Sweethearts (Nubile Films, 2017)
- Teacher's Pet, regia di Gazzman (Harmony Films, 2017)
- Teen Castings (Television X, 2017)
- Thirst for Sex, regia di Scarlett Revell (Harmony Films, 2017)
- Ties That Bind 4, regia di Disanto (Killergram, 2017)
- Tits and Oil 3, regia di William H. Nutsack (New Sensations, 2017)
- Up My Ass, regia di Ryan Madison (Porn Fidelity, 2017)
- Worried Women Restrained By Ropes (FM Concepts, 2017)
- Young Harlots: Summer Camp, regia di Gazzman (Harmony Films, 2017)
- Young Temptations (UK Sinners, 2017)
- Zebra Girls 4, regia di Billy Watson (Dogfart, 2017)
- All Oiled Up (Digital Sin, 2018) - Raccolta di scene già incluse in film precedenti.[16]
- Backdoor Beauties 4 (Babes Video, 2018)
- Best Of Rough Anal (Analized, 2018) - Raccolta di scene già incluse in film precedenti.[17]
- Big F'n Titties 4 (Reality Kings, 2018)
- British Babes (UK Porn Kings, 2018)
- Cheating Wives (Fred Coppula Prod, 2018)
- Corrupted Beauty, regia di Scarlett Revell (Harmony Films, 2018)
- Desegregated (NSFW Films, 2018)
- Device Bondage 24 (Kink, 2018)
- Dirty Wives Club 17 (Naughty America, 2018)
- Divine Lust (Dane Jones, 2018)
- Extreme Bathroom Orgasms (DDF, 2018)
- Femme Fatales, regia di Gazzman, Scarlett Revell, Tanya Hyde (Harmony Films, 2018)- Raccolta di scene già incluse in film precedenti.[18]
- Flawless Tits 2 (Bang, 2018)
- Girlfriend Confessions, regia di Disanto (UK Porn Kings, 2018)
- Married and Available 3 (New Sensations, 2018) - Raccolta di scene già incluse in film precedenti.[19]
- Ménage à trois (JoyBear Pictures, 2018) - Raccolta di scene già incluse in film precedenti.[20]
- Moms in Control 8 (Brazzers, 2018)
- My Wife Is A Black Cock Slut 2, regia di Billy Watson (2018)
- Natural Beauty 2 (Sex Art, 2018)
- Nymphomaniac Henessy, regia di Gazzman (Harmony Films, 2018)
- Office Nymphs 3 (Babes Video, 2018)
- Pure Sex: Riding the Threeways, regia di Rebecca Lord (Rebecca Lord Productions, 2018)
- Rocco: Sex Analyst 3, regia di Rocco Siffredi (Rocco Siffredi, 2018)
- Steam 2 (Explicit Empire, 2018)
- The Superlative Stella Cox (2018) - Raccolta di scene già incluse in film precedenti.[21]
- UK's Hot In Nylons 3 (UK Porn Kings, 2018)
- Washing Away My Step-Daughter's Sins, regia di Stills By Alan (Girlsway, 2018)
- Big Titty Wives (New Sensations, 2019) - Raccolta di scene già incluse in film precedenti.[22]
- Busty and Dirty 2 (My XXX Pass, 2019)
- Her Limit 3, regia di Titus Steel (LetsDoeIt, 2019)
- Mandingo: The King Of Interracial 9, regia di Billy Watson (Dogfart, 2019)
- OMG That's A Huge Black Cock 2 (3rd Degree, 2019) - Raccolta di scene già incluse in film precedenti.[23]
- Sex Hungry Employees In The Sex Hotel (DDF, 2019)
- Young Girls With Big Tits 16 (New Sensations, 2019) - Raccolta di scene già incluse in film precedenti.[24]
- Huge Racks 3 (Mile High, 2020) - Raccolta di scene già incluse in film precedenti.[15]
- Teens Like It Big 22 (Brazzers, 2020)

### Scene Web
- Is Spunk on the Menu?, regia di Charlie Johnson e Simon Kemp (cumperfection.com, 2013)
- A Fine Italian Beauty Walks In To Fuck Agent's Thick Dick (fakeagentuk.com, 2014)
- All Natural In Nylons (Killergram Network, 2014)
- Art Of Control Scene 5 (Killergram Network, 2014)
- Benefits Treat Episode 3, regia di Laws (Pure XXX Films, 2014)
- British Girl's First Anal Sex (Mofos, 2014)
- Brunette Not Shy at Second Casting (fakeagentuk.com, 2014)
- Deception Scene 4 (Killergram Network, 2014)
- Entertaining The Hens, regia di Charlie Johnson (purecfnm.com, 2014)
- Fetish Gloryhole (Killergram Network, 2014)
- Finger in the Backdoor (SexVideoCasting.com, 2014)
- Give Me Your Cum (Pure XXX Films, 2014)
- Hardcore Gym Session (Pure XXX Films, 2014)
- I Won't Tell Sir, regia di Charlie Johnson e Simon Kemp (cumperfection.com, 2014)
- Intimate Studio Scene 3 (Killergram Network, 2014)
- Italian College Student Exchanges Her Fit Body for a Taxi Ride (faketaxi.com, 2014)
- My Secret Garden (babes.com, 2014)
- My Stepmom the Control Freak (Brazzers Network, 2014), scena inclusa nel film del 2015 Moms in Control.
- Nasty Italian Slut Creampied (Digicreationsxxx, 2014)
- New Beginning (pixandvideo.com, 2014)
- No Panties (nubile.net, 2014)
- Photoshooting Action - Young Chick Gets Licked And Crammed By Milf (EuroGirlsOnGirls.com, 2014)
- Pleasure Business Scene 3 (Killergram Network, 2014)
- POV Pornstars (IV) (Killergram Network, 2014)
- Sharing Girlfriend's Mouth (cumperfection.com, 2014)
- Shes got legs (SexVideoCasting.com, 2014)
- Shy Sizzler (1By-Day.com, 2014)
- Stella Cox Gets Taken (Brazzers Network, 2014)
- Stella Cox - Anal Debut (montyspov.com, 2014)
- Stella Powers Cum Swallow (Digicreationsxxx, 2014)
- Stella Powers Fucked In Pink (Digicreationsxxx, 2014)
- Stella Powers Lonely Cum Slut (Digicreationsxxx, 2014)
- Stella Powers Nurse House Call (Digicreationsxxx, 2014)
- Swallowing The Dean's Cum, regia di Charlie Johnson e Simon Kemp (cumperfection.com, 2014)
- Taped and Bound Scene 24 (Killergram Network, 2014)
- An Officer Not A Gentleman: Stunning Busty Brunette Can't Resist (fakecop.com, 2015)
- Ass on Stella (mikesapartment.com, 2015)
- Blowjobs for Photogs (OnlyBlowJob.com, 2015)
- Boyfriend Watches Bukkake (cumperfection.com, 2015)
- Can You Help Me With My Revenge Tape? (Pure XXX Films, 2015)
- Couple Erotika Scene 3 (Killergram Network, 2015)
- Executive Affairs Scene 1 (Killergram Network, 2015)
- Filthy Web Cammers Scene 4 (Killergram Network, 2015)
- First Dates Scene 2 (Killergram Network, 2015)
- Flask Fucker, regia di Charlie Johnson (purecfnm.com, 2015)
- Flixxx: A Webcam Obsession (Digital Playground, 2015)
- Flixxx: A Webcam Obsession 2 (Digital Playground, 2015)
- Flixxx: Too Hot In The Kitchen (Digital Playground, 2015)
- Footsteps to Heaven (21 Naturals, 2015)
- Hot Confessions (Killergram Network, 2015)
- Italian Girl-Next-Door's Spanking (HouseOfTaboo.com, 2015)
- London Love Affairs Scene 2  (Killergram Network, 2015)
- Maintenance Job - Window Cleaner Fucks Two Lesbians in the Ass (HandsonHardcore.com, 2015)
- Naughty Muse (21 Naturals, 2015)
- Pantyhose and Cream (HotLegsandFeet.com, 2015)
- Reward The Handyman (Killergram Network, 2015)
- Sensual Touch Scene 1 (Killergram Network, 2015)
- Shameless Teaser (assholefever.com, 2015)
- Shower Concerto - Singing in the Bathtub Leads to Hardcore Action (HandsonHardcore.com, 2015)
- Simply Hard Fucked (Killergram Network, 2015)
- Stella Cox Casting, regia di Pierre Woodman (woodmancastingx.com, 2015)
- Stella Powers Tied Up N Fucked (Digicreationsxxx, 2014)
- Thinking Of You Scene 1 (Killergram Network, 2015)
- Tough Fuckin' Bitches (Brazzers Network, 2015)
- True Intentions (II) regia di Anjali Kara (Killergram Network, 2015)
- 2 Chicks Same Time 21573 (naughtyamerica.com, 2016), scena inclusa nel film del 2017 2 Chicks Same Time 25.
- Anal Workout Instructions - Threesome with Two Athletic Babes (HandsonHardcore.com, 2016)
- Big Boob IR Anal (Dark X, 2016)
- Big Natural Boobs Fucked in Public (publicagent.com, 2016)
- Big Tits Lesbians Have Intimate Sex (massagerooms.com, 2016)
- Blacks on Blondes: Stella Cox, regia di Billy Watson (blacksonblondes.com, 2016)
- Blacks on Blondes: Stella Cox 2, regia di Billy Watson (blacksonblondes.com, 2016)
- Boho Beauty 4, regia di Ryan Madison (pornfidelity.com, 2016), scena inclusa nel film del 2016 Boho Beauties 1.
- Bringing Stepsiblings Closer Together (Brazzers Network, 2016), scena inclusa nel film del 2018 Moms in Control 8.
- Busty Italian Babe Loves Sex (danejones.com, 2016)
- Busty Young Angel Taken From Behind (danejones.com, 2016)
- Carrot Loving Cutie - Brunette entertains her DP Fantasies (1By-Day.com, 2016)
- Clean That Sub - Dominatrix Uses Anal Plug on Lesbian Babe (HouseOfTaboo.com, 2016)
- Clit Inspection (allgirlmassage.com, 2016)
- Cock for Cox (Brazzers Network, 2016)
- Cock Of Duty: A XXX Parody (Brazzers Network, 2016), scena inclusa nel film del 2017 Brazzers Presents: The Parodies 8.
- Consoladores 6929 (losconsoladores.com, 2016)
- Crazy For Fat Cock (Killergram Network, 2016)
- Cream My Big Breasts (Killergram Network, 2016)
- Creaming On Hard Cock (Killergram Network, 2016)
- Cum Into My Office (Killergram Network, 2016)
- Deep Inside Stella (Killergram Network, 2016)
- Device Bondage 40358 (kink.com, 2016)
- Does That Feel Nice? (Pure XXX, 2016)
- Everything Butt 40432 (kink.com, 2016)
- Everything Butt 40433 (kink.com, 2016)
- Face Sitting Natural Big Tits Babe (lesbea.com, 2016)
- Feet First by the Pool (21 Sextury network, 2016)
- Fixing Pipes - Hardcore Double Penetration in the Bathroom (HandsonHardcore.com, 2016)
- Flixxx: Clean Up Your Act (Digital Playground, 2016)
- Flixxx: Eva's Dirty Laundry (Digital Playground, 2016)
- Flixxx: Force Awakens - A XXX Parody (Digital Playground, 2016)
- Friends 2, regia di Andrej Lupin (sexart.com, 2016)
- Fuck Like a Young Slut (Killergram Network, 2016)
- Fucking Machines 40228 (kink.com, 2016)
- Get Kinky For Xmas (Killergram Network, 2016)
- Girlfriend Experience Scene 2 (Killergram Network, 2016)
- Housewife 1 on 1 21761 (naughtyamerica.com, 2016)
- Interracial Blowbang: Stella Cox, regia di Billy Watson (interracialblowbang.com, 2016)
- Intimate Interview - Stella Cox Stiffens our Cocks (1By-Day.com, 2016)
- Knock Knock - It's Me I'll Lick Your Sexy Feet and Toes! (HotLegsandFeet, 2016)
- Measure of a Man (babes.com, 2016)
- Monster Black Cock Down The Throat (throated.com, 2016)
- Office Defloration - Stunning Legs And A Tasty Snatch (HotLegsandFeet, 2016)
- Sex and Submission 40504 (kink.com, 2016)
- Sexy Hopping Slut (Killergram Network, 2016)
- Sherlock: A XXX Parody Episode 4, regia di Dick Bush (Digital Playground, 2016), scena inclusa nel film del 2015 Sherlock: a XXX Parody.
- Sorority Dating, regia di Charlie Johnson (purecfnm.com, 2016)
- Stella Cox - BBG Anal (montyspov.com, 2016)
- Stella Cox Gets Cum on Her Big Tits (danejones.com, 2016)
- Stella Cox, une étoile du X est née ! (Jacquie et Michel TV, 2016)
- Stellar Experience - Incredibly Hot Babe Blows Hard-on (OnlyBlowJob.com, 2016)
- Summer Day and Stella Cox Suck Cock and Get Their Hungry Throats Blasted with Sperm (amateurallure.com, 2016)
- Triple Cock Cum Slut (Killergram Network, 2016)
- Waiting on You (nubilefilms.com, 2016)
- XXX Shades 7010 (xxxshades.com, 2016)
- Zebra Girls: Stella Cox and Nadia Jay, regia di Billy Watson (zebragirls.com, 2016)
- Art of Kissing Revisited Episode 2 – Clinch (vivthomas.com, 2017)
- Behind The Scenes Of Ddf Sex Wars (HandsonHardcore.com, 2017)
- Best Man Cock, regia di Charlie Johnson (purecfnm.com, 2017)
- Bouncy Workout (buttformation.com, 2017)
- Busty Babe Loves Black Cock (bcm.xxx, 2017)
- Busty Stella Cox Live (erotiquetvlive.com, 2017)
- Busty Young Learner Needs a Pass (fakedrivingschool.com, 2017)
- Cuckold Lives Scene 5 (Killergram Network, 2017)
- Cuckold Sessions: Stella Cox, regia di Billy Watson (CuckoldSessions.com, 2017)
- Cute Student 69's For Travel Money (publicpickups.com, 2017)
- Delicious FemDom Anal Cramming (HouseOfTaboo.com, 2017)
- Delivery Man's Delight: Hot Teen Gets Her Ass Fucked (EuroTeenErotica.com, 2017)
- Dirty Wives Club 22553 (naughtyamerica.com, 2017) , scena inclusa nel film del 2018 Dirty Wives Club 17.
- Double Penetrated Princess: Analyzed in Outer Space (HandsonHardcore.com, 2017)
- Dream Pairings: Bound For Love, regia di Stills By Alan (girlsway.com, 2017), scena inclusa nel film del 2017 Dream Pairings: Bound For Love.
- Face Call, regia di Andrej Lupin (sexart.com, 2017)
- Flixxx: My Little Sister's Sleepover (Digital Playground, 2017)
- Gentle Strokes: Leggy Babes Lick Their Sexy Feet and Toes (HotLegsandFeet.com, 2017)
- Glory Hole: Stella Cox and Jade Jantzen, regia di Billy Watson (gloryhole.com, 2017)
- Hand Made, regia di Alis Locanta (sexart.com, 2017)
- Harry Pudder In The Gryffin-Whore (VRCosplayX.com, 2017)
- Her Limit 7598 (herlimit.com, 2017)
- Home Sweet Home (joymii.com, 2017)
- Italian Student Seduces Instructor (fakedrivingschool.com, 2017)
- My Friend's Hot Girl 22785 (myfriendshotgirl.com, 2017)
- Naughty America 22607 (naughtyamerica.com, 2017)
- New Bitch In Town, regia di Charlie Johnson (purecfnm.com, 2017)
- Nurses Take Charge, regia di Charlie Johnson (purecfnm.com, 2017)
- Nymphomaniac in Space - Orgasmic Solo Sorcery (1By-Day.com, 2017)
- Office Duties (cumperfection.com, 2017)
- On the Run (bignaturals.com, 2017)
- One Day in HotYlek 3, regia di Andrej Lupin (sexart.com, 2017)
- Public Disgrace 41114 (kink.com, 2017)
- Public Disgrace 41116, regia di Steve Holmes (kink.com, 2017)
- Public Eye, regia di Ryan Madison (pornfidelity.com, 2017)
- Real Life 19, regia di Ryan Madison (pornfidelity.com, 2017)
- Revelation, regia di Stills By Alan (mommysgirl.com, 2017)
- Scoundrel Ruins a Sleepover (Brazzers Network, 2017)
- Sex and Submission 41558 (kink.com, 2017)
- Sex Brits and Rock N Roll Scene 4 (Killergram Network, 2017)
- Stella Cox Ass and Pussy Punished with Two Big Cocks, regia di James Deen (analized.com, 2017)
- Stella Cox Meets James Deen, regia di James Deen (jamesdeen.com, 2017)
- Stella Cox Takes Manuel Ferrara's Huge Dick In All Anal Gonzo Film (Bang!Originals, 2017)
- System Upgrade (sneakysex.com, 2017)
- Tease (II) (GentleDesire.com, 2017)
- Training Of O 42135 (kink.com, 2017)
- Upper Floor 41653 (kink.com, 2017)
- Juicy Anal Fuck (Pornslutx, 2018)
- FTV Milfs: Stella Francesca (ftvmilfs.com, 2019)
- FTV Milfs: Stella Francesca 2 (ftvmilfs.com, 2019)
- Nympholepsy (MixedX, 2020)
- Pussy Eating Orgasms (lesbea.com, 2020)

### Televisione
- Cul d'Orsay — Cortometraggio trasmesso nel programma di Canal+ Crac crac (2018)[11]

## Riconoscimenti
| Anno | Premio                     | Risultato       | Categoria                                                 | Film                   |
| ---- | -------------------------- | --------------- | --------------------------------------------------------- | ---------------------- |
| 2014 | UKAP Award                 | Vincitore/trice | Newcomer of the Year                                      | N.D.                   |
| 2015 | Paul Raymond Award         | Vincitore/trice | Paul Raymond Girl of the Year                             | N.D.                   |
| 2016 | AVN Award                  | Candidato/a     | Female Foreign Performer of the Year                      | N.D.                   |
| 2016 | UKAP Award                 | Vincitore/trice | Your Choice Girl of the Year                              | N.D.                   |
| 2017 | AVN Award                  | Candidato/a     | Female Foreign Performer of the Year                      | N.D.                   |
| 2017 | AVN Award                  | Candidato/a     | Best Sex Scene in a Foreign-Shot Production (con Danny D) | Sherlock: a XXX Parody |
| 2017 | DVDerotik Award            | Candidato/a     | Darstellerin des Jahres                                   | N.D.                   |
| 2017 | Spank Bank Award           | Vincitore/trice | Gangbanged Girl of the Year                               | N.D.                   |
| 2017 | Spank Bank Award           | Vincitore/trice | Imported Enchantress of the Year                          | N.D.                   |
| 2017 | Spank Bank Technical Award | Vincitore/trice | 0069: Licensed To Kill Dicks                              | N.D.                   |
| 2017 | XBIZ Award                 | Candidato/a     | Foreign Female Performer of the Year                      | N.D.                   |
| 2017 | XBIZ Award                 | Candidato/a     | Best Actress - Parody Release                             | Sherlock: a XXX Parody |
| 2018 | Fleshbot Award             | Candidato/a     | Best Boobs                                                | N.D.                   |
| 2018 | Spank Bank Award           | Vincitore/trice | Facial Cum Target of the Year                             | N.D.                   |
| 2018 | Spank Bank Technical Award | Vincitore/trice | Sexual Jedi                                               | N.D.                   |
| 2018 | XBIZ Award                 | Vincitore/trice | Foreign Female Performer of the Year                      | N.D.                   |
| 2018 | XBIZ Europa Award          | Candidato/a     | Female Performer of the Year                              | N.D.                   |
| 2019 | XBIZ Award                 | Candidato/a     | Foreign Female Performer of the Year                      | N.D.                   |
| 2019 | XBIZ Europa Award          | Candidato/a     | Female Performer of the Year                              | N.D.                   |